# アカモノ
アカモノ（赤物、学名: Gaultheria adenothrix）はツツジ科シラタマノキ属の常緑小低木。別名はイワハゼ（岩黄櫨）。日本の北海道、本州（主に近畿以北の日本海側）、四国、九州の低山帯から亜高山帯に分布し、四国では別子銅山付近に分布する。日当たりのよい草地や林縁に生え、群生していることが多い。和名は赤い実から「アカモモ（赤桃）」とよばれ、これが訛って名付けられたといわれる。

## 特徴
常緑広葉樹の小低木。高さは10 - 30センチメートル (cm) でよく分枝する。葉は互生し、長さ1 - 3 cmの卵形から広卵形で、革質でつやがあり、葉縁には細かい鋸歯がある。葉の裏面には剛毛がまばらに生える。若い枝や花柄、萼には赤褐色の長い毛が生える。
花期は5 - 7月。上部の枝の葉腋から花柄を出して、その先にやや紅色を帯びた白い花をひとつ下向きにつける。花は、長さ6 - 8ミリメートル (mm) の釣鐘形で、花冠の先が浅く5つに裂け、軽く反り返る。萼はあざやかな赤色をしている。
果期は8 - 10月。花が終わると萼が成長し、果実を包み込み、直径6 mmの球形をした偽果となり赤色に熟す。この偽果は食用になり、甘みがありおいしい。
- アカモノ
 三ノ峰、2002年6月
- 果実

## 食用
果実を食用にする。果実の皮を剥くと中は白く、生食すると甘酸っぱい味がする。果実酒やジャムなどに加工することもできる。